# Mario Nicolis di Robilant
Mario Nicolis di Robilant (Torino, 28 aprile 1855 – Roma, 23 luglio 1943) è stato un generale e politico italiano, noto per aver guidato la 4ª Armata del Regio Esercito durante la prima guerra mondiale.

## Biografia

### I primi anni
Mario Nicolis di Robilant nacque a Torino nel 1855, figlio del conte Carlo Alberto e di sua moglie, la nobildonna Lidia Nomis di Pollone. A Torino, il Robilant frequentò nell'agosto 1874 l'Accademia Reale, uscendone sottotenente ed assegnato ad un reggimento di artiglieria. Ottenuta la promozione a tenente, Robilant nel 1882 fu inviato presso lo Stato Maggiore del Regio Esercito dove rimase fino all'aprile 1890, quando fu trasferito col grado di maggiore nel 10º Reggimento bersaglieri. L'anno nuovo, il 1891, lo vide aiutante di campo di Vittorio Emanuele di Savoia-Aosta, e dopo quattro anni, quando era già tenente colonnello, diventò capo di Stato Maggiore della divisione Bologna.
Promosso colonnello, venne incaricato di guidare il 68º Reggimento di fanteria, ma nel 1898 ritornò nello Stato Maggiore dell'esercito. Presto Robilant diventò maggiore generale e assunse nel 1903 il comando della brigata Basilicata per poi, nell'aprile 1908, essere destinato al Ministero degli Affari Esteri con l'incarico di addestrare la Gendarmeria macedone insieme ai Carabinieri,  succedendo ad Emilio Degiorgis.
Tenente generale nel 1910, un anno dopo era al comando della Divisione Piacenza prima e della Torino poi, finché non venne nominato Capo del XII Corpo d'armata nel 1914.

### La prima guerra mondiale
Allo scoppio della prima guerra mondiale il comandante si trovava al vertice del IV Corpo d'armata che condusse alla conquista del Monte Nero, quindi nel settembre 1915 assunse il comando della 4ª Armata stanziata sul Cadore.
Dal dicembre del 1915 sostituì Luigi Nava nella conduzione delle forze italiane nella inconcludente Battaglia di monte Piana.
Il 23 febbraio 1917 venne nominato Senatore del Regno d'Italia giurando il 27 giugno.
A seguito della disfatta di Caporetto del Regio Esercito gli fu ordinato dal generale Luigi Cadorna di ritirarsi nei pressi del monte Grappa, ma egli, che forse non si era reso conto della gravità della situazione, ordinò di ripiegare con un ritardo che causò la cattura di circa 11.500 uomini, intrappolati dalle forze di Otto von Below. A questo suo grave errore comunque Robilant rispose poco tempo dopo vincendo la prima battaglia del Piave, e nel febbraio del 1918 lasciò la 4ª Armata per passare alla 5ª. Finì la guerra rappresentando l'Italia al Consiglio Supremo di Guerra Interalleato di Versailles.
Robilant fece ritorno al suo paese nel febbraio del 1919 per prendere il comando dell'8ª Armata, ma il 30 novembre, dietro sua specifica richiesta, venne congedato (aveva 64 anni). Prima di morire a Roma nel 1943, ricevette l'ultima promozione nel 1925 a Generale d’Armata della Riserva.